# Харчик, Павел Михайлович
Па́вел Миха́йлович Ха́рчик (туркм. Pawel Mihaýlowiç Harçik; 5 апреля 1979, Душанбе, СССР) — туркменский и российский футболист, вратарь.

## Карьера
Воспитанник туркменского футбола.
Выступал за ашхабадские команды «Копетдаг» и «Ниса». Затем играл за астанинский «Женис» и смоленский «Кристалл».
Перешёл в «Рубин» в 2002 году. В сезоне 2004 года был отправлен в аренду в нижнекамский «Нефтехимик», в составе нижнекамцев провел три игры, в которых пропустил 5 мячей. По итогам сезона команда заняла 19 место в Первом дивизионе. Получил место в воротах «Рубина» в конце мая 2005 года, после того как его конкурент Александр Колинько сломал руку на тренировке. 6 августа 2005 года в матче с «Локомотивом», невольно нанёс тяжёлую травму Дмитрию Сычёву- разрыв крестообразной связки левой ноги.
Как только Колинько залечил свою травму, Харчик сел на скамейку запасных, где и провел практически всю карьеру в «Рубине».
В 2008 году был арендован «Анжи», провел 19 матчей, пропустил в них 16 мячей. В начале сезона 2009/2010 выступал за азербайджанский «Карван», доигрывал же тот сезон в сумгаитском «Стандарде». В 2011 году перебрался в ашхабадский «Алтын Асыр» и заравшанский «Кызылкум». В 2012 года перешёл в «Алмалык», где и завершил профессиональную карьеру.

### Национальная сборная
В 2004 году получил вызов в национальную сборную Туркменистана. В том же году выступил в основном турнире Кубка Азии 2004.

## Достижения
- Чемпион Туркменистана: 1998/1999.
- Бронзовый призер Чемпионата России: 2003